# ويكيبيز
ويكيبيز عبارة عن مجموعة من امتدادات ميدياويكي للعمل مع البيانات شبه المهيكلة التي تم إصدارها في مستودع مركزي يعتمد على جسون بدلاً من البيانات غير المهيكلة لنص ويكي لميدياويكي. مكوناته الأساسية هي مخزن ويكيبيز، وهو امتداد لتخزين البيانات وإدارتها، وعميل ويكيبيز الذي يسمح باسترجاع ودمج البيانات المهيكلة من مستودع قاعدة بيانات ويكيبيز. طورت ويكيبيز من أجل ويكي داتا واستخدامها.
يتكون نموذج البيانات لروابط ويكيبيز من «الكيانات» التي تتضمن «العناصر» فردية، أو تسميات أو معرفات لوصفها (ربما بلغات متعددة)، وبيانات دلالية تنسب «اخصائص» إلى العنصر. قد تكون هذه الخصائص إما عناصر أخرى داخل قاعدة البيانات، أو معلومات نصية.
تحتوي ويكيبيز على واجهة مستخدم مبنية على جافا سكريبت، وتوفر تصديرًا لجميع البيانات أو مجموعات فرعية منها بتنسيقات عديدة. تشمل المشاريع التي تستخدمه ويكي داتا، مشروع النسر الأوروبي، Lingua Libre، ويكي خريطة الشارع المفتوحة.

## وصلات خارجية
- ويكيبيس على موقع Open Hub (الإنجليزية)
- الموقع الرسمي
- مكتبات Wikibase